# Черниговский кукольный театр имени А. П. Довженко
Черни́говский ку́кольный теа́тр им. А. П. Довже́нко (укр. Чернігівський ляльковий театр ім. О. П. Довженка) — областной кукольный театр в Чернигове (Украина). Здание театра рассчитано на 140 зрительских мест. 
- Транспорт: троллейбус № 6, 7, автобус/маршрутное такси № 1, 8, 11, 12, 14, 15, 16, 17, 25, 31, 38, 42, 43, 44 — остановки Театр кукол (в сторону Пяти углов) и Дворец детей и юношества (от Пяти углов) (обе на проспекте Победы).

## История
Черниговский кукольный театр основан в 1976 году. В 1985 году при театре организована театр-студия «Молодёжная сцена». В 1988 году на базе театра был создан Черниговский театр для детей и молодёжи, который в 1996 году отделился в собственный театр — Областной молодёжный театр (ул. Родимцева, 4). В 2006 году театр отметил своё 30-летие проведением творческой акции «Кукольный вернисаж», в течение которой были продемонстрированы лучшие постановки коллектива, а также постановки театров коллег из Киева и Херсона. Основа репертуара театра — представления для детей. 

## Творческий коллектив
Художественный руководитель, заслуженный артист Украины – Виталий Гольцов.
Артисты театра:
- Ольга Рудько;
- Сергей Несмиянов;
- Нина Засько;
- Татьяна Булавина;
- Юрий Никитин;
- Антон Шеремок;
- Татьяна Кузьмина;
- Ольга Клименко;
- Роман Маджуга;
- Игорь Маджуга;
- Виктория Язычан;
- Марина Лахно;
- Александр Олейник;
- Ирина Олейник.